# Шлаг (элемент узлов)
Шлаг (от нем. Schlag; англ. round turn) — элемент узлов, полный оборот (на 360 градусов, или на 540 градусов) троса вокруг какого-либо объекта (дерева, троса, рыма, гака), который сделан таким образом, что после этого коренной и ходовой концы троса направлены в противоположные стороны или параллельно друг другу. Шлаг используют во многих узлах либо для увеличения площади трения между тросом и объектом, к которому он прикреплён, либо для увеличения площади нагрузки троса. Дополнительные шлаги в узле более равномерно распределяют нагрузку на узел при помощи большего трения и увеличивают прочность узла. Является составным элементом многих узлов.

## Фотогалерея

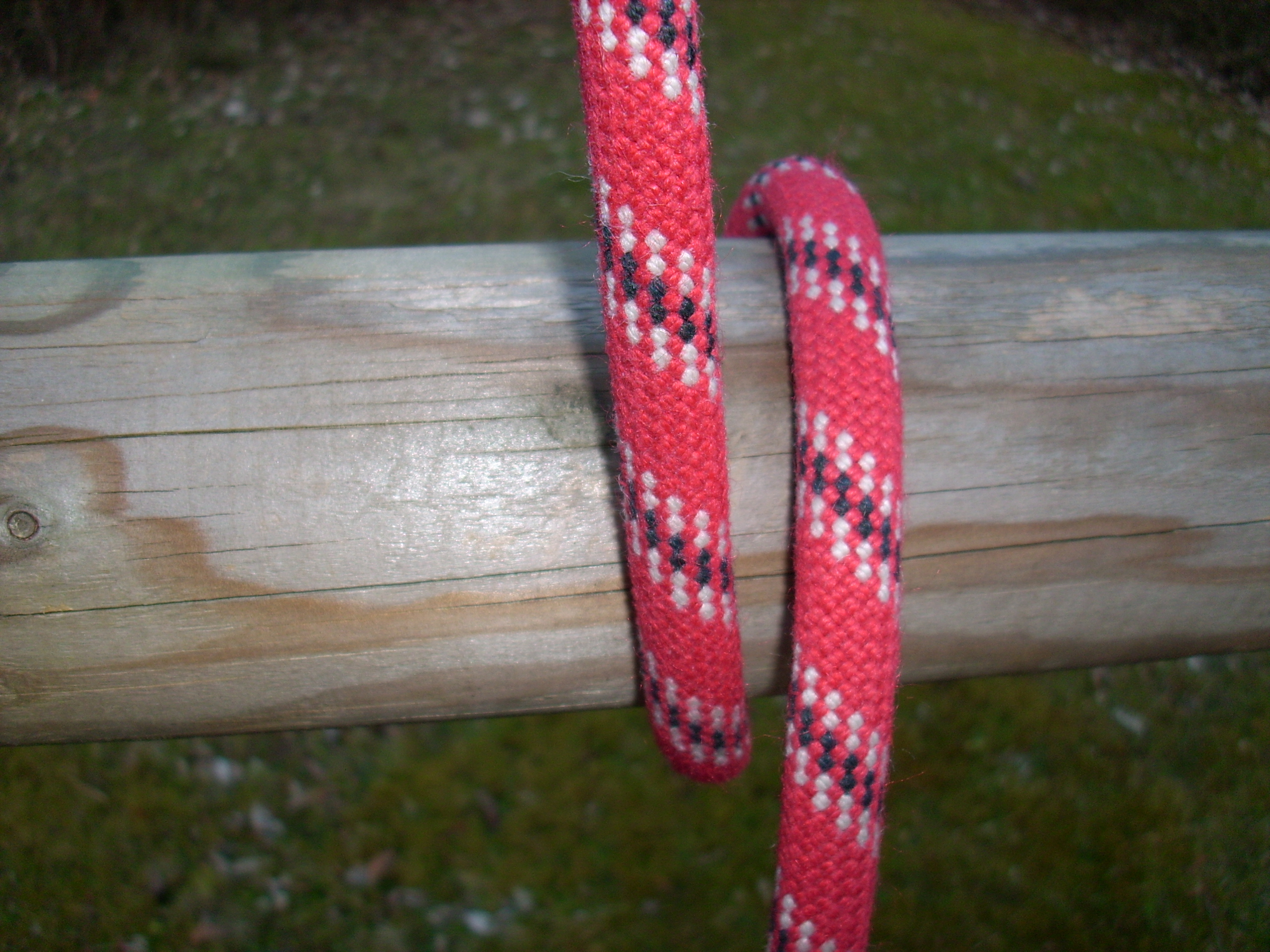
шлаг на жерди согласно рисункам в книгах В. Новикова и А. Шамова
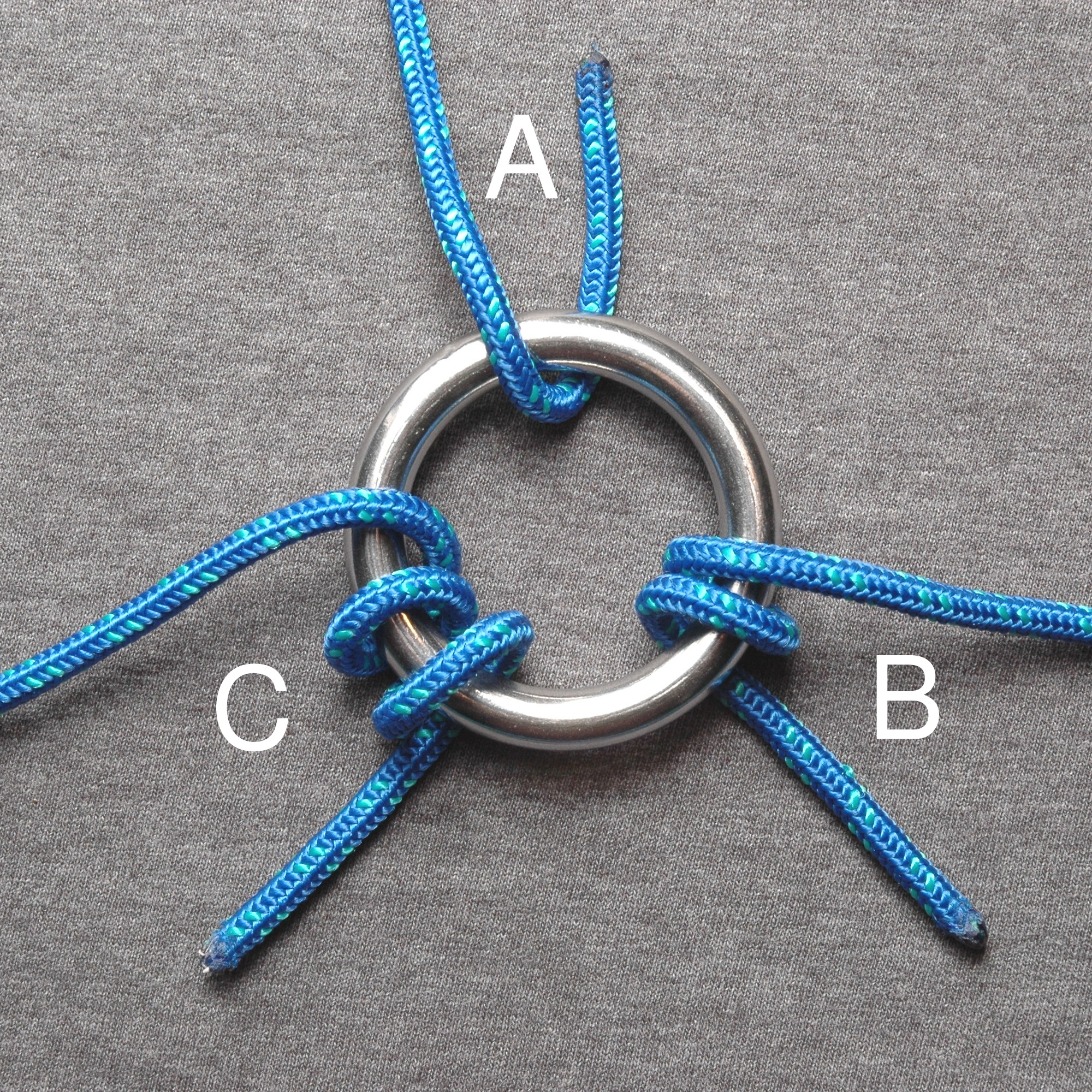
A — обнос, B — шлаг, C — пара шлагов согласно рисункам в «Книге узлов Эшли»
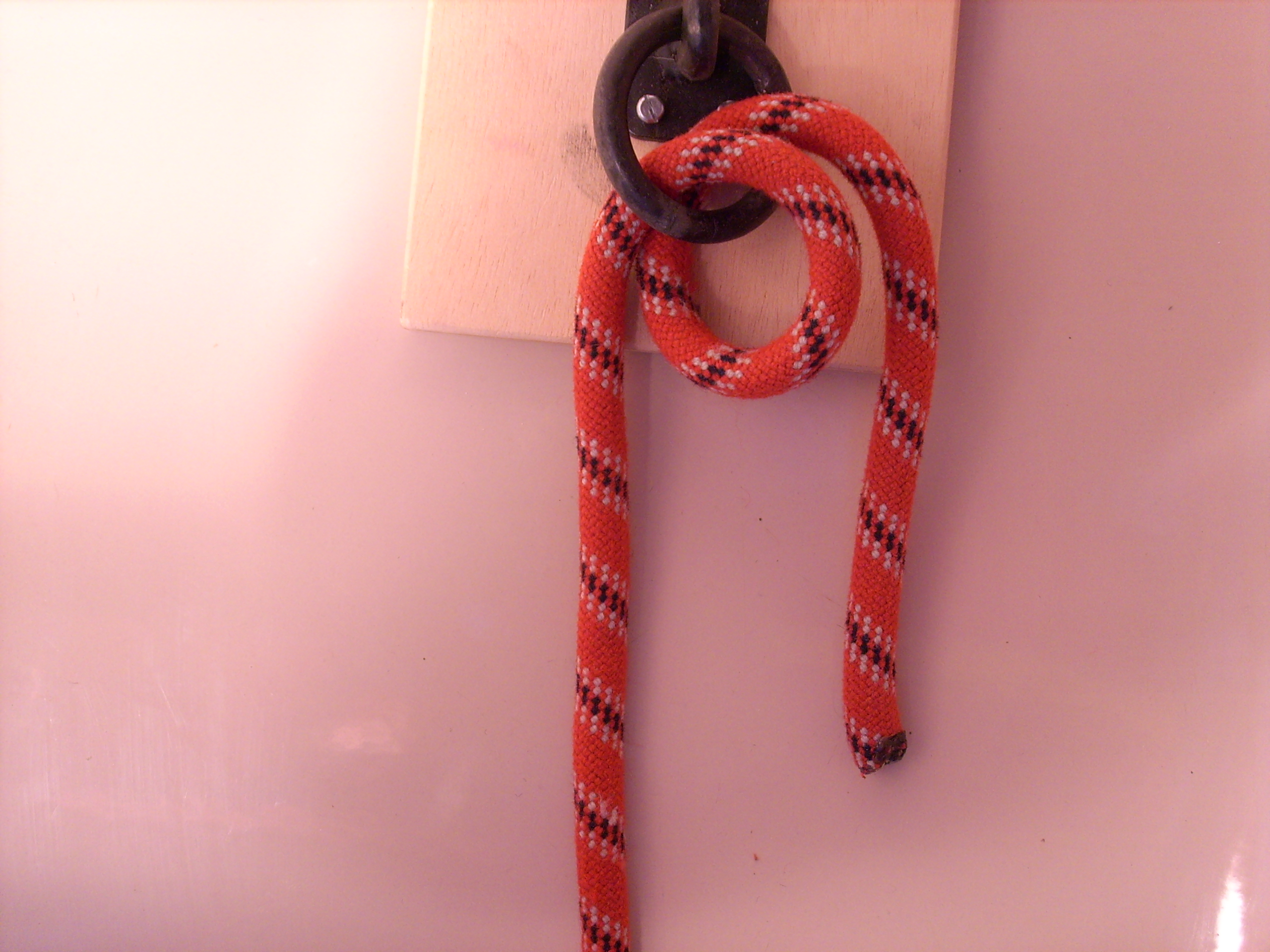
шлаг на рыме
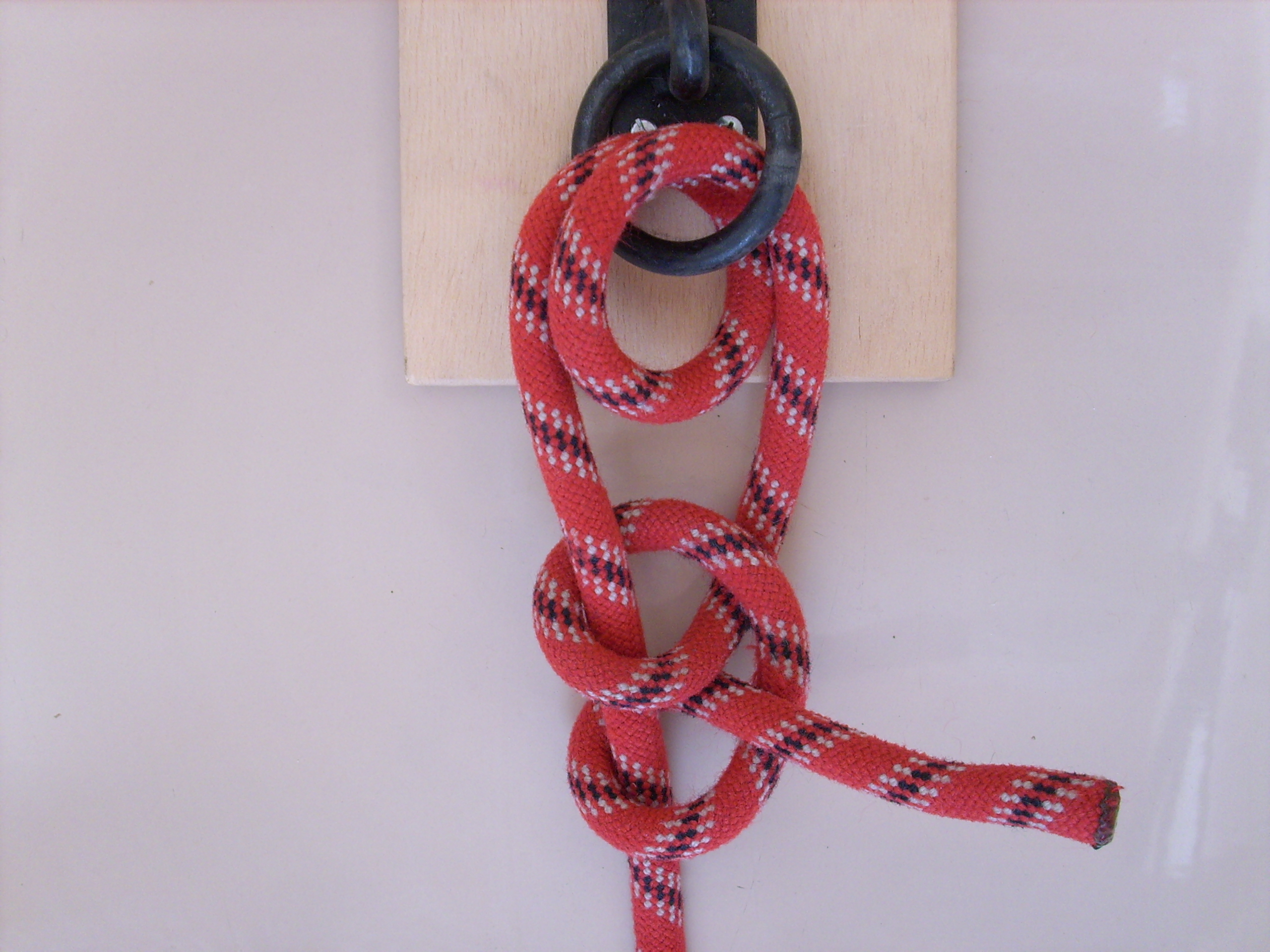
морской узел «штык со шлагом», завязанный на рыме
шлаг с полуштыком в узле «задвижной штык»[35][36]
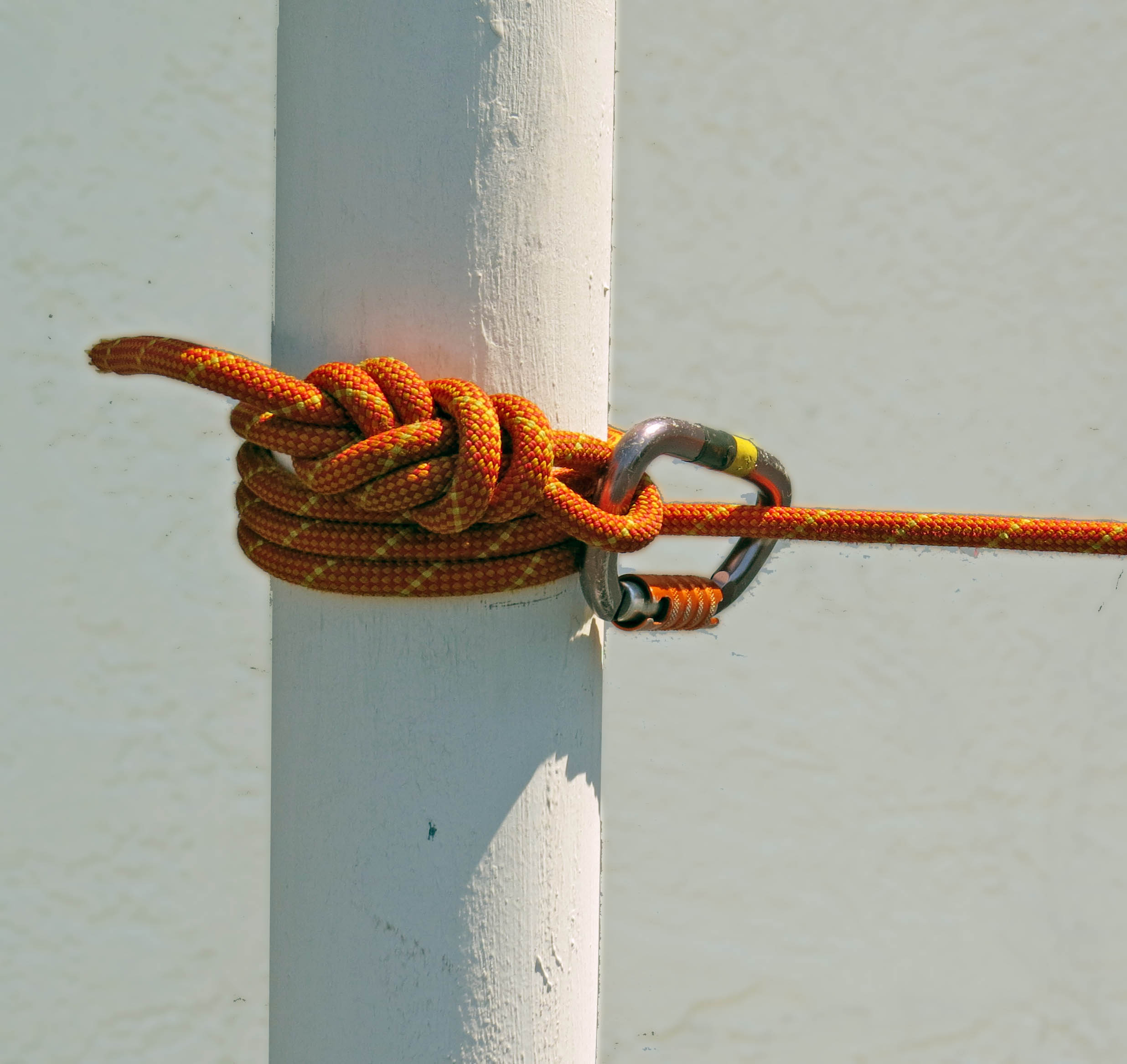
множество дополнительных шлагов добавлено к узлу на скользком металлическом столбе